# Aretxabaleta
Aretxabaleta – gmina w Hiszpanii, w prowincji Guipúzcoa, w Kraju Basków, o powierzchni 29,13 km². W 2011 roku gmina liczyła 6850 mieszkańców.